# Khal Drogo
Khal Drogho er en fiktiv person i den amerikanske forfatter George R. R. Martins fantasyserie A Song of Ice and Fire og i HBOs filmatisering Game of Thrones.
Han bliver introduceret i Kampen om tronen (1996), og Drogho er khal, en leder for Dothraki, der er en stamme der lever på kontinentet Essos. Han bliver betragtet som den stærkeste og mest frygtede af alle khals. Daenerys Targaryen bliver solgt ægteskab med ham af hendes storebror Viserys for at sikre en alliance Dothraki, som skal skaffe ham en hær til at generobre kronen i Westeros: Hendes efterfølgende forhold med Drogho i Dothrakis brutale verden viser sig at være fundamental for hendes udvikling til blåde at blive en hersker og erobrer. Der er ingen kapitler, som er skrevet fra hans synspunkt, så han optræder kun i kapitler skrevet fra Daenerys' synspunkt.
Drogho bliver spillet af Jason Momoa i HBO's filmatisering af serien. Hans portrættering blev godt modtaget.